# Mount Horne
Mount Horne är ett berg i Antarktis. Det ligger i Västantarktis. Argentina, Chile och Storbritannien gör anspråk på området. Toppen på Mount Horne är 1 165 meter över havet.
Terrängen runt Mount Horne är huvudsakligen lite kuperad. Mount Horne är den högsta punkten i trakten. Trakten är obefolkad. Det finns inga samhällen i närheten.